# Antoine Dominique Abbatucci (1818–1878)
Antoine Dominique Abbatucci (* 4. Januar 1818 in Zicavo, Korsika; † 26. Januar 1878 in Nancy) war ein französischer General. Er entstammte der korsischen Adelsfamilie Abbatucci, nahm 1854/55 am Krimkrieg sowie 1859 an der Schlacht bei Solferino teil und wurde 1864 zum Kommandeur der Ehrenlegion ernannt. Als Général de brigade war er 1870 im Deutsch-Französischen Krieg sowie im folgenden Jahr bei der Bekämpfung der Pariser Kommune im Einsatz und wurde schließlich Général de division. Anfang 1878 starb er, noch im aktiven Militärdienst stehend.

## Leben
Antoine Abbatucci war der zweite Sohn des französischen Politikers Jacques Pierre Charles Abbatucci; er hatte vier Geschwister. Nach dem Besuch der höheren Schule schlug er nach dem Vorbild früherer Familienmitglieder die militärische Laufbahn ein. Am 11. März 1840 trat er im Alter von 22 Jahren als einfacher Soldat in das 39e régiment d’infanterie ein und wurde 1841 Sergent. 1845 wurde er zum Sous-lieutenant im 35e régiment d’infanterie und drei Jahre später zum Lieutenant befördert. Aufgrund der Verbindungen seines Vaters wurde er 1849 vom ehemaligen König Jérôme Bonaparte zum Adjutanten ernannt. Diese Stellung bekleidete Abbatucci bis 1851.
Während der Herrschaft Kaiser Napoleons III. setzte Abbatucci seine Militärkarriere fort. Am 3. März 1852 wurde er Capitaine im 2e régiment de zouaves (Zuaven). Er wurde nach Nordafrika versetzt und zeichnete sich Anfang Dezember 1852 durch seine Tapferkeit bei der französischen Eroberung der im Norden Algeriens gelegenen Stadt Laghouat aus. Wegen dieses militärischen Verdienstes erfolgte am 22. Dezember 1852 Abbatuccis Ernennung zum Ritter der Ehrenlegion.
Abbatucci hielt sich bis zum 19. April 1854 in Nordafrika auf und wurde an diesem Tag zur Teilnahme am Krimkrieg abkommandiert. Dabei war er zunächst Adjutant des Generals Joseph Vinoy, ehe er am 1. Juni 1855 Chef de bataillon  im 18e régiment d’infanterie wurde. Er nahm an der Belagerung von Sewastopol teil und wurde am 21. Juni 1855 am linken Auge verwundet. Eine Kopfverletzung zog er sich im Verlauf der Kämpfe am folgenden 9. Juli zu. Bald danach ging für ihn der Einsatz im Krimkrieg zu Ende und er kehrte im Oktober 1855 in seine Heimat zurück. Am 22. März 1856 wurde er zum Lieutenant-colonel im 52e régiment d’infanterie befördert.
Am 5. Januar 1857 heiratete Abbatucci Jenny Marguerite Rose Rey de Foresta (1833–1903), die Tochter eines Anwalts aus einer in der Provence ansässigen Familie. Aus der Ehe gingen zwei Kinder hervor:
- Jacques Pierre Jean Charles Abbatucci (1857–1927), der 1885 kurzzeitig korsischer Abgeordneter in der Deputiertenkammer war, ehe seine Wahl nach wenigen Wochen annulliert wurde
- Emilie Abbatucci (1859–1921), die Louis Thouvenel, Sohn des Außenministers Édouard Thouvenel, heiratete

1859 nahm Abbatucci am Sardinischen Krieg teil, den das Königreich Sardinien gemeinsam mit Frankreich gegen Österreich austrug. Am 29. Mai dieses Jahres wurde er zum Colonel befördert und übernahm das Kommando über das 91e régiment d’infanterie in der Schlacht bei Solferino (24. Juni 1859), in der sein Pferd getötet wurde. Dafür erfolgte am 13. August 1859 Abbatuccis Ernennung zum Offizier der Ehrenlegion. Dann übernahm er den Befehl über das „2e régiment de voltigeurs“ (Voltigeure), das eines von vier Regimentern der kaiserlichen Garde bildete. Zum Kommandeur der Ehrenlegion wurde er am 15. November 1864 ernannt.
Nachdem Abbatucci am 14. Dezember 1868 Général de brigade geworden war, kommandierte er eine Brigade der 3. Infanteriedivision des 4. Armeekorps in Lyon. Kurz vor Ausbruch des Deutsch-Französischen Kriegs (19. Juli 1870) verließ er Lyon, um sich zu seiner ihm neu zugewiesenen Einheit, der 1. Brigade der 3. Infanteriedivision des von General Pierre de Failly befehligten 5. Armeekorps, zu begeben. Abbatucci unterstanden nun das 19e bataillon de chasseurs à pied (Jäger zu Fuß) (Kommandant Marqué), das 17e régiment d’infanterie (Colonel Valentin Weissemburger) und das 27e régiment d’infanterie (Colonel de Barolet).
Am 6. August 1870 kam Abbatucci's Brigade bei Niederbronn-les-Bains mit den Preußen in Gefechtsberührung. Es folgte der Rückzug nach Phalsbourg und weiter nach Châlons. Am 29. August kämpfte seine Brigade bei Bois-des-Dames und am folgenden Tag im Gefecht bei Beaumont, das mit einem Sieg der Preußen endete. Das 5. französische Armeekorps trat daraufhin den Rückzug nach Sedan an. Dort fand am 1. September 1870 die Schlacht von Sedan statt, die mit der Kapitulation der französischen Truppen und der Gefangennahme Napoleons III. endete. Gleichzeitig geriet auch Abbatucci in Kriegsgefangenschaft und wurde ins Internierungslager nach Stettin überstellt. Ziemlich rasch kam er jedoch – wahrscheinlich aufgrund einer Intervention von Adolphe Thiers bei den Preußen – wieder frei und konnte bereits am 19. März 1871 nach Frankreich zurückkehren.
Am 24. April 1871 übernahm Abbatucci die Führung der 1. Brigade de 1. Infanteriedivision des 1. Korps der in Versailles zusammengezogenen Armee. Den Oberbefehl über das gesamt 1. Korps hatte General Paul de Ladmirault. Abbatucci nahm dann an der Niederschlagung des Aufstandes der Pariser Kommune teil und zeichnete sich dabei in den Kämpfen vom 22. bis 25. Mai 1871 während der sog. „blutigen Woche“ aus. Obwohl er während der Kämpfe des 23. Mai beim Passieren einer Barrikade vom Pferd abgeworfen wurde und dabei eine Verstauchung erlitt, führte er seine Truppe mutig zu Fuß weiter und lieferte den Kommunarden erbitterte Gefechte. Am 24. Juni 1871 erfolgte dafür seine Beförderung zum Général de division.
In der Folge wurde Abbatucci 1871 zum Kommandanten der 3. Infanteriedivision, im Oktober 1873 zu jenem der 33. Infanteriedivision und schließlich durch ein präsidentielles Dekret vom 27. Dezember 1873 zum Befehlshaber der 11. Infanteriedivision in Nancy ernannt. Er fungierte dann auch einige Zeit bis 1877 als Inspektor der Armee, starb aber plötzlich im aktiven Militärdienst um Morgen des 26. Januar 1878 im Alter von 60 Jahren in Nancy und wurde unter großer Anteilnahme der Bevölkerung beigesetzt.